# Hovorčovice
Hovorčovice (en allemand : Hovortzovitz) est une commune du district de Prague-Est, dans la région de Bohême-Centrale, en République tchèque. Sa population s'élevait à 2 514 habitants en 2020.

## Géographie
Hovorčovice se trouve à 7 km au sud-ouest de Kostelec nad Labem à 12,2 km au nord-nord-est du centre de Prague et fait partie de son aire urbaine.
La commune est limitée par Měšice au nord, par Veleň à l'est, par Prague au sud, par Bořanovice à l'ouest et par Líbeznice au nord-ouest.

## Histoire
La première mention écrite de la localité remonte à 1088.

## Transports
Par la route, Hovorčovice se trouve à 9 km de Kostelec nad Labem et à 15 km du centre de Prague.